# Jaramillo, Mexiko
Jaramillo är en ort i Mexiko.   Den ligger i kommunen Uruapan och delstaten Michoacán de Ocampo, i den södra delen av landet, 300 km väster om huvudstaden Mexico City. Jaramillo ligger 1 544 meter över havet och antalet invånare är 116.
Terrängen runt Jaramillo är huvudsakligen kuperad, men åt nordost är den platt. Terrängen runt Jaramillo sluttar söderut. Runt Jaramillo är det tätbefolkat, med 286 invånare per kvadratkilometer. Närmaste större samhälle är Uruapan, 6,5 km norr om Jaramillo. I omgivningarna runt Jaramillo växer huvudsakligen savannskog.